# Dictionary.com
Dictionary.com ist ein englischsprachiges Online-Wörterbuch, dessen Domain am 14. Mai 1995 registriert wurde. Der Hauptinhalt auf Dictionary.com ist ein proprietäres Wörterbuch, das auf dem Random House Unabridged Dictionary basiert, wobei die Redakteure der Website neue und aktualisierte Definitionen bereitstellen. Ergänzende Inhalte stammen aus dem Collins English Dictionary, dem American Heritage Dictionary und anderen.

## Geschichte
Dictionary.com wurde von Brian Kariger und Daniel Fierro als Teil von Lexico Publishing gegründet, das auch Thesaurus.com und Reference.com gründete. Im Juli 2008 wurde Lexico Publishing Group, LLC von Ask.com der InterActiveCorp übernommen und in Dictionary.com, LLC umbenannt. Im Jahr 2018 wurde Dictionary.com an Rock Holdings verkauft. Laut dem Website-Tracking-Dienst Similarweb war Dictionary.com zum Zeitpunkt des Verkaufs die 447. meistbesuchte Website in den Vereinigten Staaten. Im Jahr 2015 schätzten sie, dass auf der Website jedes Jahr 5,5 Milliarden Wortsuchen durchgeführt werden.

## Features
Neben dem Wörterbuch gibt es bei Dictionary.com auch ein Wort des Tages, einen Kreuzworträtsellöser und ein Popkultur-Wörterbuch, das Emoji- und Slang-Abschnitte enthält.
Im April 2009 startete Dictionary.com im Apple App Store eine App, mit der Benutzer Definitionen und Synonyme besser finden können. Es enthielt auch Audiodateien, alphabetische Indizierung und synonyme Beispielsätze. Im Jahr 2010 starteten sie ihr eigenes „Wort des Jahres“. Die Auswahl basiert auf Suchtrends auf der Website im Laufe des Jahres. Anfang 2020 wurde auf Dictionary.com auch ein Online-Nachhilfedienst ins Leben gerufen, aufgrund der Schulschließungen wegen der COVID-19-Pandemie.